# Meliola
Меліола (Meliola) — рід грибів родини Meliolaceae. Назва вперше опублікована 1825 року.

## Будова
У грибів цього роду міцелій астериноїдний, темно-бурий, що розвивається на поверхні живих листя, стебел і гілок вищих рослин. Плодові тіла шкірясті, кулясті, чорно-бурі. Сумки майже кулясті або яйцеподібні, рідше булавоподібні.

## Поширення та середовище існування
Більшість грибів роду меліола виростає в тропічних районах Південної Америки, проте 2 види - Meliola niessleana і Meliola nidulans - зустрічаються в Європі, в країнах з помірним кліматом.
Meliola nidulans розвивається він на живих листках різних видів свидини, брусниці, лохини і чорниці.